# Bodie
Bodie är ett övergivet gruvsamhälle, en spökstad, i Kalifornien i västra USA. Samhället växte snabbt sedan man 1876 gjort guldfyndigheter; 1880 hade staden 10 000 invånare. Men i slutet av 1800-talet sjönk invånarantalet fort och en bit in på 1900-talet var samhället nästan helt övergivet. Att den övergavs berodde dels på att guldet började sina och dels på två förödande bränder som förstörde det mesta av staden. Idag återstår cirka 170 byggnader och de flesta av byggnaderna är välbevarade. 